# John Lindgren
John Halvar Teofron Lindgren (ur. 8 listopada 1899 w Lycksele, zm. 30 stycznia 1990 tamże) – szwedzki biegacz narciarski, dwukrotny złoty medalista mistrzostw świata.

## Kariera
Uczestniczył w zawodach w latach 20. XX wieku. Jako pierwszy mieszkaniec Szwecji zdobył medal na mistrzostwach świata w narciarstwie klasycznym – były to dwa złote medale w biegach na 18 km i 50 km wywalczone na mistrzostwach świata w Cortina d’Ampezzo w 1927 roku. W biegu na 50 km Lindgren wygrał z przewagą 18 minut nad drugim na mecie swoim rodakiem Johnem Wikströmem, co jest największą przewagą nad drugim zawodnikiem w całej historii mistrzostw.
Lindgren zajął także 7. miejsce w biegach na 18 km i 50 km podczas mistrzostw świata w Oslo w 1930 roku oraz 8. miejsce w biegu na 50 km na zimowych igrzyskach olimpijskich w Lake Placid w 1932 roku.
Ponadto Lindgren wygrał też Bieg Wazów w 1924 roku. Wielokrotnie był mistrzem Szwecji: na 30 km oraz drużynowo na 30 km w 1923 r., drużynowo na 50 km w 1925 r., na 50 km, drużynowo na 30 km i 50 km w 1928 r., drużynowo na 30 km w 1929 r., na 50 km w 1930 r., drużynowo na 50 km w 1931 r., na 50 km w 1933 r., oraz drużynowo na 50 km i na 50 km seniorów w 1936 roku. Ponadto zdobywał srebrne medale w biegu na 30 km w latach 1924, 1928, 1929 i 1930, a w 1926 roku na tym dystansie był trzeci.
Jego brat Ivan Lindgren również reprezentował Szwecję w biegach narciarskich.

## Osiągnięcia

### Igrzyska olimpijskie
| Miejsce | Dzień     | Rok  | Miejscowość | Konkurencja             | Wynik   | Strata | Zwycięzca     |
| ------- | --------- | ---- | ----------- | ----------------------- | ------- | ------ | ------------- |
| 8.      | 13 lutego | 1932 | Lake Placid | 50 km stylem klasycznym | 4:28:00 | +19:22 | Veli Saarinen |

### Mistrzostwa świata
| Miejsce | Dzień     | Rok  | Miejscowość       | Konkurencja             | Czas biegu | Strata | Zwycięzca        |
| ------- | --------- | ---- | ----------------- | ----------------------- | ---------- | ------ | ---------------- |
| 1.      | 3 lutego  | 1927 | Cortina d’Ampezzo | 18 stylem klasycznym    | 1:23:55    | -      | -                |
| 1.      | 9 lutego  | 1927 | Cortina d’Ampezzo | 50 stylem klasycznym    | 4:11:52    | -      | -                |
| 7.      | 28 lutego | 1930 | Oslo              | 17 km stylem klasycznym | 1:19:58    | +2:03  | Arne Rustadstuen |
| 7.      | 1 marca   | 1930 | Oslo              | 50 km stylem klasycznym | 3:53:14    | +12:18 | Sven Utterström  |
| 31.     | 21 lutego | 1934 | Sollefteå         | 18 km stylem klasycznym | 1:04:29,0  | +05:53 | Sulo Nurmela     |